# Perles-et-Castelet
Perles-et-Castelet är en kommun i departementet Ariège i regionen Occitanien i södra Frankrike. Kommunen ligger  i kantonen Ax-les-Thermes som ligger i arrondissementet Foix. År 2022 hade Perles-et-Castelet 219 invånare.

## Befolkningsutveckling
Antalet invånare i kommunen Perles-et-Castelet
Referens: INSEE